# ドナルドの雪合戦
『ドナルドの雪合戦』（ドナルドのゆきがっせん、原題：Donald's Snow Fight）は、ウォルト・ディズニー・プロダクション（現：ウォルト・ディズニー・カンパニー）が製作した1942年4月10日公開のアニメーション短編映画作品。ドナルドダック・シリーズの第36作である。

## あらすじ
家の外は一面の銀世界。ドナルドはオーバーを羽織って雪遊びに出かける。
ドナルドがそり遊びをするために山を登っていくと、山の下で甥のヒューイ、デューイ、ルーイが雪だるまを作っているのが見えた。いつものように甥たちをからかうことにしたドナルドは、そりで雪だるまに体当たりをして破壊してしまう。怒った甥たちは仕返しのために岩をベースにドナルドを模した不細工な雪だるまを作り、その周りで挑発の大合唱。挑発に乗ったドナルドが再びそりで体当たりをし中身の岩に激突するのを見て甥たちは笑い転げる。激怒したドナルドは彼らに宣戦布告し、両者は全面戦争に突入する。
戦いの舞台は氷の張った湖上。ドナルドは雪の戦艦、甥たちは雪の城に立て篭もり、それぞれ雪で出来た武器で戦闘を始める。始めのうちはドナルドが優勢だったが、団結した甥たちの火の矢攻撃の前にドナルドの雪の戦艦は崩壊し、ドナルドは極寒の湖に落下してしまう。
余りもの寒さに飛び上がったまま氷柱のように凍りついたドナルドの周りをインディアンの格好をして廻りながら勝利を喜ぶヒューイたちであった。

## スタッフ
- 製作：ウォルト・ディズニー
- 監督：ジャック・キング
- 助監督：ラルフ・チャドウィック、ボブ・ニューマン
- 脚本：カール・バークス、ヘンリー・リーヴズ
- 音楽：オリバー・ウォレス
- 美術：ビル・ハーウィグ

原画
リー・J・エイムス、ジム・アームストロング、ウォルト・クリントン、ジャック・ハンナ
ハル・キング、エド・ラヴ、リー・モアハウス、レイ・パティン
レッタ・スコット、ドン・トウスレイ、ジャッジ・ウィテカー
効果
ジャック・ボイド、アンディ・イングマン、ジョセフ・ゲイク、ジャック・マニング
エド・パークス、ルーベン・ティミンズ、ドン・トービン

## キャスト
| キャラクター               | 原語版               | 旧吹き替え版 | 新吹き替え版 |
| -------------------------- | -------------------- | ------------ | ------------ |
| ドナルドダック             | クラレンス・ナッシュ | 関時男       | 山寺宏一     |
| ヒューイ・デューイ・ルーイ | クラレンス・ナッシュ | 土井美加     | 坂本千夏     |
| ナレーション               | -                    | 後藤真寿美   | -            |